# 라나 터너
라나 터너(Lana Turner, 1921년 2월 8일 ~ 1995년 6월 29일)는 미국의 배우이다. 50여년 간 연예계 활동을 하며 배우 겸 핀업 모델로 이름을 알렸으며, 사생활 역시 대중의 관심이 컸다.
1936년 캘리포니아주 헐리우드에 있는 한 몰트 샵에서 발굴되었다. 16살 때 워너 브라더스와 계약을 맺었으며, 감독 머빈 르로이가 메트로 골드윈 메이어로 이직할 때 함께 그 곳으로 옮겨갔다. 첫 영화인 《데이 원트 포겟》을 통해 대중에게 얼굴과 이름을 알렸으며, 이후 주로 청순한 소녀 역을 맡아나갔다. 라나의 머리색은 적갈색인데, 1939년부터 작품을 위해 금발로 염색한 이후 거의 평생을 금발로 살아갔다.
1940년대 초부터 《자니 이거》, 《홍키 통크》, 《미인극장》, 《지킬 박사와 하이드씨》 등 작품의 주연을 맡으며 주연급 배우로서 성장했다. 1946년 영화 《포스트맨은 벨을 두 번 울린다》를 통해서 강렬한 팜프파탈 연기를 선보였다. 1950년대에 들어서도 인기를 이어갔으며, 영화 《페이튼 플레이스》를 통해 아카데미 여우조연상에 지명되기도 했다.
1958년, 라나의 딸 셰릴 크레인이 당시 라나의 애인이였던 조니 스톰파나토를 칼로 찔러 죽이는 사건이 발생했다. 셰릴은 조니의 폭력으로부터 라나를 지키기 위해 찔렀다고 주장했으며, 법원을 이를 받아들여 정당방위로 인정했다. 1959년 영화 《슬픔은 그대 가슴에》가 흥행에 대성공하면서 라나의 최고수익작이 되기도 했지만, 이후 1960년대 초반부터 경력적으로 하락세를 보였고 1970년대~1980년대 초에는 거의 은퇴상태에 이르렀다. 1995년 인후암으로 인해 향년 74세 일기로 세상을 떠났다.

## 작품 목록
- 데이 원트 포겟 (1937)
- 자니 이거 (1941)
- 홍키 통크 (1941)
- 미인극장 (1941)
- 지킬 박사와 하이드씨 (1941)
- 섬웨어 아일 파인드 유 (1942)
- 포스트맨은 벨을 두 번 울린다 (1946)
- 배드 앤 뷰티 (1952)
- 페이튼 플레이스 (1957)
- 슬픔은 그대 가슴에 (1959)